# Nombre complexe duel
 (avril 2025).
Si vous disposez d'ouvrages ou d'articles de référence ou si vous connaissez des sites web de qualité traitant du thème abordé ici, merci de compléter l'article en donnant les références utiles à sa vérifiabilité et en les liant à la section « Notes et références ».
 (avril 2025).
La mise en forme du texte ne suit pas les recommandations de Wikipédia : il faut le « wikifier ».
Les points d'amélioration suivants sont les cas les plus fréquents. Le détail des points à revoir est peut-être précisé sur la page de discussion.
- Les titres sont pré-formatés par le logiciel. Ils ne sont ni en capitales, ni en gras.
- Le texte ne doit pas être écrit en capitales (les noms de famille non plus), ni en gras, ni en italique, ni en « petit »…
- Le gras n'est utilisé que pour surligner le titre de l'article dans l'introduction, une seule fois.
- L'italique est rarement utilisé : mots en langue étrangère, titres d'œuvres, noms de bateaux, etc.
- Les citations ne sont pas en italique mais en corps de texte normal. Elles sont entourées par des guillemets français : « et ».
- Les listes à puces sont à éviter, des paragraphes rédigés étant largement préférés. Les tableaux sont à réserver à la présentation de données structurées (résultats, etc.).
- Les appels de note de bas de page (petits chiffres en exposant, introduits par l'outil «  Source ») sont à placer entre la fin de phrase et le point final[comme ça].
- Les liens internes (vers d'autres articles de Wikipédia) sont à choisir avec parcimonie. Créez des liens vers des articles approfondissant le sujet. Les termes génériques sans rapport avec le sujet sont à éviter, ainsi que les répétitions de liens vers un même terme.
- Les liens externes sont à placer uniquement dans une section « Liens externes », à la fin de l'article. Ces liens sont à choisir avec parcimonie suivant les règles définies. Si un lien sert de source à l'article, son insertion dans le texte est à faire par les notes de bas de page.
- La présentation des références doit suivre les conventions bibliographiques. Il est recommandé d'utiliser les modèles {{Ouvrage}}, {{Chapitre}}, {{Article}}, {{Lien web}} et/ou {{Bibliographie}}. Le mode d'édition visuel peut mettre en forme automatiquement les références.
- Insérer une infobox (cadre d'informations à droite) n'est pas obligatoire pour parachever la mise en page.

Pour une aide détaillée, merci de consulter Aide:Wikification.
Si vous pensez que ces points ont été résolus, vous pouvez retirer ce bandeau et améliorer la mise en forme d'un autre article.
Les nombres complexes duels forment un ensemble noté {\displaystyle \mathbb {C} } qui étend l'ensemble des nombres réels {\displaystyle \mathbb {R} }. Cet ensemble contient deux unités particulières :
- l’unité imaginaire {\displaystyle i}, vérifiant {\displaystyle i^{2}=-1},
- et l’unité duel {\displaystyle \varepsilon }, telle que {\displaystyle \varepsilon ^{2}=0} et {\displaystyle \varepsilon \neq 0}.

Un nombre complexe duel {\displaystyle \omega \in \mathbb {C} } s’écrit de manière unique sous la forme :
{\displaystyle \omega =a+bi+c\varepsilon +di\varepsilon },
où {\displaystyle a,b,c,d\in \mathbb {R} }.
L’ensemble {\displaystyle \mathbb {C} } est muni de l’addition et de la multiplication, définies comme dans {\displaystyle \mathbb {R} } et compatibles avec les règles sur {\displaystyle i} et {\displaystyle \varepsilon }.

## Vocabulaire
On appelle cette écriture la forme algébrique de {\displaystyle \omega } :
- {\displaystyle a} : partie réelle, notée {\displaystyle \operatorname {Re} (\omega )}
- {\displaystyle b} : partie imaginaire, notée {\displaystyle \operatorname {Im} (\omega )}
- {\displaystyle c} : partie duel, notée {\displaystyle \operatorname {Du} (\omega )}
- {\displaystyle d} : partie imaginaire duel, notée {\displaystyle \operatorname {Id} (\omega )}

## Cas particuliers
- Si {\displaystyle \operatorname {Im} (\omega )=\operatorname {Du} (\omega )=\operatorname {Id} (\omega )=0}, alors {\displaystyle \omega } est un réel.
- Si {\displaystyle \operatorname {Re} (\omega )=\operatorname {Du} (\omega )=\operatorname {Id} (\omega )=0}, alors {\displaystyle \omega } est un imaginaire pur.
- Si {\displaystyle \operatorname {Re} (\omega )=\operatorname {Im} (\omega )=\operatorname {Id} (\omega )=0}, alors {\displaystyle \omega } est un duel pur.
- Si {\displaystyle \operatorname {Re} (\omega )=\operatorname {Im} (\omega )=\operatorname {Du} (\omega )=0}, alors {\displaystyle \omega } est un imaginaire duel pur.

Le nombre {\displaystyle 0} est le seul nombre complexe duel à être à la fois réel, imaginaire pur, duel pur et imaginaire duel pur.

## Égalité et nullité
Deux nombres complexes duels {\displaystyle \omega _{1}} et {\displaystyle \omega _{2}} sont égaux si et seulement si leurs parties correspondantes sont égales :
{\displaystyle \omega _{1}=\omega _{2}\iff a_{1}=a_{2},\;b_{1}=b_{2},\;c_{1}=c_{2},\;d_{1}=d_{2}}
Un nombre complexe duel est nul si ses quatre composantes sont nulles :
{\displaystyle \omega =0\iff \operatorname {Re} (\omega )=\operatorname {Im} (\omega )=\operatorname {Du} (\omega )=\operatorname {Id} (\omega )=0}

## Conjugués
- Conjugué complexe :

{\displaystyle \omega ^{\dagger _{1}}=a-bi+c\varepsilon -di\varepsilon }
- Conjugué duel :

{\displaystyle \omega ^{\dagger _{2}}=a+bi-c\varepsilon -di\varepsilon }
- Conjugué couplé :

{\displaystyle \omega ^{\dagger _{3}}=a-bi-c\varepsilon +di\varepsilon }

## Opérations
- Somme :

{\displaystyle \omega _{1}+\omega _{2}=(a_{1}+a_{2})+(b_{1}+b_{2})i+(c_{1}+c_{2})\varepsilon +(d_{1}+d_{2})i\varepsilon }
- Multiplication par un réel {\displaystyle k} :

{\displaystyle k\cdot \omega =ka+kbi+kc\varepsilon +kdi\varepsilon }
- Produit de deux complexes duels :

{\displaystyle {\begin{aligned}(a_{1}+b_{1}i+c_{1}\varepsilon +d_{1}i\varepsilon )(a_{2}+b_{2}i+c_{2}\varepsilon +d_{2}i\varepsilon )={}&(a_{1}a_{2}-b_{1}b_{2})+(a_{1}b_{2}+a_{2}b_{1})i\\&+(a_{1}c_{2}+a_{2}c_{1}-b_{1}d_{2}-b_{2}d_{1})\varepsilon \\&+(a_{1}d_{2}+a_{2}d_{1}+b_{1}c_{2}+b_{2}c_{1})i\varepsilon \end{aligned}}}
- Opposé :

{\displaystyle -\omega =-a-bi-c\varepsilon -di\varepsilon }
- Inverse :

Soit {\displaystyle \omega =a+bi+c\varepsilon +di\varepsilon }, avec {\displaystyle a^{2}+b^{2}\neq 0}.
L’inverse de {\displaystyle \omega }, noté {\displaystyle \omega ^{-1}}, est donné par :
{\displaystyle \omega ^{-1}={\frac {a^{3}+ab^{2}}{D}}+{\frac {-a^{2}b-b^{3}}{D}}i+{\frac {-c(a^{2}-b^{2})-2abd}{D}}\varepsilon +{\frac {d(b^{2}-a^{2})+2abc}{D}}i\varepsilon }
avec :
{\displaystyle D=a^{4}+b^{4}+2a^{2}b^{2}}
Cette expression est obtenue à partir de la formule :
{\displaystyle \omega ^{-1}={\frac {\omega ^{\dagger _{2}}}{\omega \cdot \omega ^{\dagger _{2}}}}}
où le conjugué duel est :
{\displaystyle \omega ^{\dagger _{2}}=a+bi-c\varepsilon -di\varepsilon }
et le produit :
{\displaystyle \omega \cdot \omega ^{\dagger _{2}}=(a^{2}-b^{2})+2abi}
Pour éliminer la partie imaginaire au dénominateur, on multiplie par le conjugué complexe de {\displaystyle \omega \cdot \omega ^{\dagger _{2}}} :
{\displaystyle z=(a^{2}-b^{2})+2abi\quad \Rightarrow \quad z^{*}=(a^{2}-b^{2})-2abi}
ce qui donne le dénominateur final :
{\displaystyle D=z\cdot z^{*}=(a^{2}-b^{2})^{2}+4a^{2}b^{2}=a^{4}+b^{4}+2a^{2}b^{2}}